# Stepan Suljatycki
Stepan Suljatycki (ur. 1897 w Berezowie k. Jabłunowa, zm. 1978) – ukraiński działacz nacjonalistyczny.
Był kapitanem Ukraińskiej Armii Halickiej, później działaczem Ukraińskiej Organizacji Wojskowej, w końcu działaczem Organizacji Ukraińskich Nacjonalistów.
Przed II wojną światową mieszkał w Krakowie, był szefem referatu wojskowego Prowydu Ukraińskich Nacjonalistów. W 1939 był jednym z dowódców Siczy Karpackiej. W latach 1939–1940 komendant szkoły oficerskiej im. Konowalca. Po rozłamie w OUN działał w frakcji Melnyka. W 1941 był członkiem grupy pochodnej melnykowców, skierowanej do Kijowa. Zajmował się tam organizacją pomocniczej policji. Był współpracownikiem SD i Gestapo, wsławił się aresztowaniami wielu banderowców.
Po wojnie był wykładowcą w tajnej szkole dywersyjnej w Stambergu w amerykańskiej strefie okupacyjnej.